# Ronnie Barker

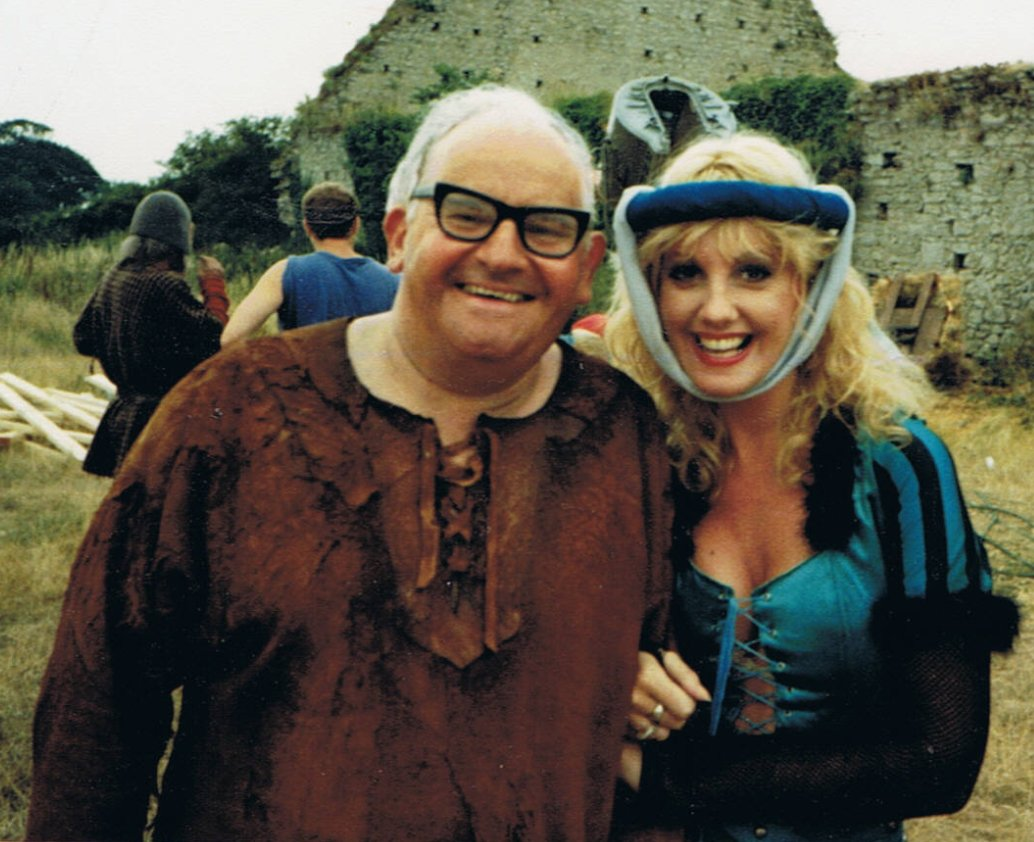
Ronnie Barker und Susie Silvey

Ronald William George Barker (* 25. September 1929 in Bedford, Bedfordshire, Großbritannien; † 3. Oktober 2005 in Adderbury, Oxfordshire) war ein britischer Schauspieler, der vor allem für seine komische Rolle in der Fernsehserie Porridge bekannt wurde.

## Karriere
Barker hatte den größten seiner vielen TV-Erfolge mit der Gefängnis-Sitcom Porridge, in der er den Insassen Fletcher spielte. Zusammen mit Ronnie Corbett bildete er das Duo The Two Ronnies und beide machten die Schlussformel (Ronnie Corbett: So it's good night from me… Also gute Nacht von mir… Ronnie Barker: …and it's good night from him. Good night! …und gute Nacht von ihm) zum Kult. Er schrieb einen Teil der Sketche selbst, aber nicht unter seinem Namen, sondern unter dem Synonym Gerald Wiley, da er wollte, dass die Sketche aufgrund ihrer Qualität und nicht aufgrund seines Status als Star geliebt werden. Außerdem spielte Barker den stotternden Ladenbesitzer Arkwright in Open All Hours. Auf dem Höhepunkt seiner Karriere trat er 1987 mit 57 Jahren für viele überraschend zurück. 2005 gab es ein kurzes Comeback von The Two Ronnies unter dem Namen The Two Ronnies Sketchbook.
Barker war verheiratet mit Joy Tubb (ab 1959) und hatte drei Kinder: Charlotte Barker (geb. 1962, Schauspielerin), Adam Barker (geb. 1966, Schauspieler) und Larry Barker. Er starb 2005 und wurde im Hardwick Hill Cemetery in Banbury verbrannt, wo sich auch seine Asche befindet.

## Filmografie (Auswahl)
- 1966: Simon Templar (Fernsehserie, 1 Folge)
- 1967: Mit Schirm, Charme und Melone (Episode Vorsicht, Raubkatzen)
- 1967: … und Scotland Yard schweigt (The Man Outside)
- 1966: The Frost Report
- 1971–1987: The Two Ronnies
- 1974: Porridge
- 1978: Open All Hours
- 2002: Churchill – The Gathering Storm (The Gathering Storm, Fernsehfilm)
- 2003: Mein Haus in Umbrien